# Hans Kronberger
Hans Kronberger CBE, FRS (Linz, Áustria, 28 de julho de 1920 – Wilmslow, Cheshire, Inglaterra, 29 de setembro de 1970) foi um físico britânico. Tornou-se Membro da Royal Society em 1965. Durante sua carreira na United Kingdom Atomic Energy Authority fez contribuições fundamentais para o desenvolvimento da bomba termonuclear britânica, especialmente na área de separação isotópica.

## Vida
Hans Kronberger nasceu em uma família de judeus em Linz, Áustria, onde seu pai era um comerciante de couros. Kronberger frequentou o Akademische Gymnasium em Linz, matriculado em matemática, latim, grego e alemão; foi um aluno de destaque. Após o Anschluss, a anexação da Áustria pela Alemanha Nazista em 1938, Kronberger fugiu para a Inglaterra, chegando na Estação Victoria de Londres com £ 10 e seus relatórios escolares. Começou a procurar uma vaga na universidade, sendo aceito no King's College, na época um College da Universidade de Durham, estudando engenharia mecânica.
Após a Queda de França em maio de 1940, Kronberger foi classificado como um "friendly enemy alien" e internado na Ilha de Man.
Em julho de 1940 Kronberger, junto com c. 2500 refugiados, foi deportado para a Austrália a bordo do HMT Dunera; durante a viagem foi com os outros submetido a maus tratos.
Na Austrália foi internado inicialmente no Campo de Internamento e de Prisioneiros de Guerra de Hay, Nova Gales do Sul, e em maio de 1941 em Tatura, Vitória.
Foi solto e retornou à Inglaterra em 1942. Foi tutoriado por cientistas refugiados nos campos
e foi principalmente devido a esta experiência que mudou seu curso para física quando reassumiu seus estudos em Newcastle. Obteve a graduação em 1944 com o Prêmio Stroud de Física.

## Carreira
Em 1944 foi para a Universidade de Birmingham, unindo-se ao grupo de Francis Simon no projeto Tube Alloys, o programa britânico para desenvolver a bomba atômica.
Seu PhD sobre separação isotópica foi completado em 1948.
Foi então para o novo formado Atomic Energy Research Establishment em Harwell, Oxfordshire, onde continuou a trabalhar sobre separação de isótopos de urânio, inicialmente por difusão gasosa e então usando centrífugas de alta velocidade. Em 1951 foi para Capenhurst, onde uma usina de difusão de larga escala estava sendo construída. Em dois anos foi promovido a chefe dos laboratórios de Capenhurst, então em 1958 sucedeu Leonard Rotherham como diretor de pesquisa e desenvolvimento do grupo industrial da United Kingdom Atomic Energy Authority.
Em 1952 o Reino Unido comprometeu-se com o desenvolvimento de uma bomba de hidrogênio.
O trabalho de Kronberger sobre a separação de isótopos de lítio foi essencial para a construção do Grapple Y, que foi testado na Ilha Christmas em 1957.
Seguiu então uma série de promoções na UKAEA; tornou-se Cientista Chefe do Grupo Reator em 1962 e Membro do Desenvolvimento de Reatores da UKAEA em 1969. Alguns de seus trabalhos permanecem classificados na atualidade, e existem muitos tributos a sua liderança inspiradora. Envolveu-se com a promoção do uso pacífico da energia atômica e foi e foi membro do Scientific Advisory Committee da Agência Internacional de Energia Atômica.
Contribuiu com estudos realizáveis sobre dessalinização da água do mar e lecionou sobre extrusão hidrostática.

## Vida pessoal
A população judaica de Linz foi expulsa em julho de 1938.
A mãe de Kronberger foi morta no Centro de Eutanásia Hartheim e sua irmã foi morta na câmara de gás de Auschwitz.
Seu pai sobreviveu ao aprisionamento no campo de concentração de Theresienstadt.
Kronberger tornou-se cidadão britânico naturalizado em 1946.
Em 1951 casou com Joan Hanson, uma assistente científica em Harwell, uma viúva com um jovem filho, Paul; juntos tiveram duas filhas, Zoë e Sarah. Joan foi diagnosticada com um tumor cerebral em 1952 e morreu em 1962. Kronberger foi um pianista talentoso, e também um exímio montanhista e esquiador.